# Neuratelia kamijoi
Neuratelia kamijoi är en tvåvingeart som beskrevs av Mitsuhiro Sasakawa 2004. Neuratelia kamijoi ingår i släktet Neuratelia och familjen svampmyggor. Inga underarter finns listade i Catalogue of Life.